# Pyrrosia rhodesiana
Pyrrosia rhodesiana är en stensöteväxtart som först beskrevs av Carl Frederik Albert Christensen, och fick sitt nu gällande namn av Schelpe. Pyrrosia rhodesiana ingår i släktet Pyrrosia och familjen Polypodiaceae. Inga underarter finns listade.